# Municipio de Hilltown
El municipio de Hilltown (en inglés: Hilltown Township) es un municipio ubicado en el condado de Bucks en el estado estadounidense de Pensilvania. En el año 2000 tenía una población de 12.102 habitantes y una densidad poblacional de 173.6 personas por km².

## Geografía
El municipio de Hilltown se encuentra ubicado en las coordenadas 40°22′36″N 75°15′05″O / 40.37667, -75.25139.

## Demografía
Según la Oficina del Censo en 2000 los ingresos medios por hogar en la localidad eran de $63,178 y los ingresos medios por familia eran $69,183. Los hombres tenían unos ingresos medios de $46,145 frente a los $30,566 para las mujeres. La renta per cápita para la localidad era de $25,800. Alrededor del 4,1% de la población estaban por debajo del umbral de pobreza.